# Night of the Apocalypse
Night of the Apocalypse – koncertowy album DVD deathmetalowej grupy muzycznej Vader. Wydawnictwo ukazało się 25 października 2004 roku nakładem wytwórni muzycznej Metal Mind Records. Na płycie znalazł się zapis koncertu grupy w krakowskim studiu Łęg z 2003 roku, fragmenty występu na festiwalu Metalmania także z 2003 roku oraz koncert zarejestrowany na Stadionie Śląskim w Chorzowie 31 maja 2004 roku.

## Lista utworów
Opracowano na podstawie materiału źródłowego.
| Łęg Studio, Kraków, 25 marca 2003 | Łęg Studio, Kraków, 25 marca 2003      | Łęg Studio, Kraków, 25 marca 2003 | Łęg Studio, Kraków, 25 marca 2003 | Łęg Studio, Kraków, 25 marca 2003 |
| Nr                                | Tytuł utworu                           | Słowa                             | Muzyka                            | Długość                           |
| --------------------------------- | -------------------------------------- | --------------------------------- | --------------------------------- | --------------------------------- |
| 1.                                | „Intro 1 / Epitaph”                    | Łukasz Szurmiński                 | Piotr Wiwczarek                   | 05:47                             |
| 2.                                | „Torch of War”                         | Łukasz Szurmiński                 | Piotr Wiwczarek                   | 02:20                             |
| 3.                                | „Xepher”                               | Paweł Frelik                      | Piotr Wiwczarek                   | 04:41                             |
| 4.                                | „Carnal”                               | Paweł Frelik                      | Piotr Wiwczarek                   | 02:24                             |
| 5.                                | „Reign Forever World”                  | Łukasz Szurmiński                 | Piotr Wiwczarek                   | 03:57                             |
| 6.                                | „Intro 2 / Breath of Centuries”        | Paweł Wasilewski                  | Piotr Wiwczarek                   | 05:56                             |
| 7.                                | „Silent Empire”                        | Paweł Frelik                      | Piotr Wiwczarek                   | 04:07                             |
| 8.                                | „Black to the Blind”                   | Paweł Wasilewski                  | Piotr Wiwczarek                   | 04:05                             |
| 9.                                | „Intro 3 / Revelations of Black Moses” | Paweł Frelik                      | Piotr Wiwczarek                   | 08:47                             |
| 10.                               | „North”                                | Paweł Frelik                      | Piotr Wiwczarek                   | 02:01                             |
| 11.                               | „Nomad”                                | Paweł Frelik                      | Piotr Wiwczarek                   | 04:55                             |
| 12.                               | „Sothis”                               | Paweł Wasilewski                  | Piotr Wiwczarek                   | 04:38                             |
| 13.                               | „Raining Blood (cover Slayer)”         | Jeff Hanneman, Kerry King         | Jeff Hanneman                     | 04:44                             |
|                                   |                                        |                                   |                                   | 58:22                             |

| Metalmania 2003, Spodek, Katowice, 5 kwietnia 2003 | Metalmania 2003, Spodek, Katowice, 5 kwietnia 2003 | Metalmania 2003, Spodek, Katowice, 5 kwietnia 2003 | Metalmania 2003, Spodek, Katowice, 5 kwietnia 2003 | Metalmania 2003, Spodek, Katowice, 5 kwietnia 2003 |
| Nr                                                 | Tytuł utworu                                       | Słowa                                              | Muzyka                                             | Długość                                            |
| -------------------------------------------------- | -------------------------------------------------- | -------------------------------------------------- | -------------------------------------------------- | -------------------------------------------------- |
| 1.                                                 | „Intro”                                            | utwór instrumentalny                               | James Newton Howard                                | 01:09                                              |
| 2.                                                 | „Xepher”                                           | Paweł Frelik                                       | Piotr Wiwczarek                                    | 04:12                                              |
| 3.                                                 | „Epitaph”                                          | Łukasz Szurmiński                                  | Piotr Wiwczarek                                    | 04:12                                              |
| 4.                                                 | „Cold Demon”                                       | Piotr Wiwczarek                                    | Piotr Wiwczarek                                    | 02:24                                              |
| 5.                                                 | „Nomad”                                            | Paweł Frelik                                       | Piotr Wiwczarek                                    | 04:04                                              |
| 6.                                                 | „Wings”                                            | Paweł Frelik                                       | Piotr Wiwczarek                                    | 04:40                                              |
| 7.                                                 | „Vicious Circle”                                   | Paweł Wasilewski                                   | Piotr Wiwczarek                                    | 03:24                                              |
|                                                    |                                                    |                                                    |                                                    | 24:05                                              |

| Support Slipknot i Metallica, Stadion Śląski, Chorzów, 31 maja 2004 | Support Slipknot i Metallica, Stadion Śląski, Chorzów, 31 maja 2004 | Support Slipknot i Metallica, Stadion Śląski, Chorzów, 31 maja 2004 | Support Slipknot i Metallica, Stadion Śląski, Chorzów, 31 maja 2004 | Support Slipknot i Metallica, Stadion Śląski, Chorzów, 31 maja 2004 |
| Nr                                                                  | Tytuł utworu                                                        | Słowa                                                               | Muzyka                                                              | Długość                                                             |
| ------------------------------------------------------------------- | ------------------------------------------------------------------- | ------------------------------------------------------------------- | ------------------------------------------------------------------- | ------------------------------------------------------------------- |
| 1.                                                                  | „Sothis”                                                            | Paweł Wasilewski                                                    | Piotr Wiwczarek                                                     | 05:31                                                               |
| 2.                                                                  | „Crucified Ones”                                                    | Piotr Wiwczarek                                                     | Piotr Wiwczarek                                                     | 03:19                                                               |
| 3.                                                                  | „Epitaph”                                                           | Łukasz Szurmiński                                                   | Piotr Wiwczarek                                                     | 03:49                                                               |
| 4.                                                                  | „Wings”                                                             | Paweł Frelik                                                        | Piotr Wiwczarek                                                     | 03:30                                                               |
| 5.                                                                  | „Xepher”                                                            | Paweł Frelik                                                        | Piotr Wiwczarek                                                     | 03:45                                                               |
| 6.                                                                  | „Carnal”                                                            | Paweł Frelik                                                        | Piotr Wiwczarek                                                     | 03:38                                                               |
|                                                                     |                                                                     |                                                                     |                                                                     | 23:32                                                               |

## Twórcy
Opracowano na podstawie materiału źródłowego.
| Zespół Vader w składzie - Piotr „Peter” Wiwczarek – gitara elektryczna, wokal prowadzący - Maurycy „Mauser” Stefanowicz – gitara elektryczna - Marcin „Novy” Nowak – gitara basowa (2004) - Konrad „Saimon” Karchut – gitara basowa - Dariusz „Daray” Brzozowski – perkusja (2004) - Krzysztof „Docent” Raczkowski – perkusja |  | Produkcja - Jacek Dybowski – miksowanie obrazu - Jakub Zańczak – asystent - Artur Wojewoda, Waldemar Szwajda – montaż - Monika Krzanowska – realizacja dźwięku - Robert Nowak – asystent realizatora dźwięku - Piotr Brzwziński – miksowanie audio - Jarosław Kaczyński – PA (Prosound) - Lucjan Siwczyk – światła (Transcolor) - Bogusław Dąbrowa-Kostka – światła - Marcin Pietuch – scenografia - Bartosz Cichoński, Zbigniew Jarosz, Piotr Kotarba, Andrzej Nakowski, Roman Piotrowski, Dariusz Posłuszny, Agnieszka Świtłoń, Aleksander Trafas – kamera - Piotr Szyma – camera crane - Magdalena Wcisło, Ludmiła Pilecka – charakteryzacja - Jarosław Kaczmarek – stage manager - Tomasz Pomarańki – produkcja - Elżbieta Nakowska – asystent producenta - Tomasz Dziubiński – producent wykonawczy - Agnieszka Dobrowolska, Justyna Szarkowska, Wojciech Dziubiński – asystent producenta wykonawczego |